# Carlo Maria Badini
Pour les articles homonymes, voir Badini.
Carlo Maria Badini (né le 2 juin 1925 à Bologne, en Émilie-Romagne - mort le 19 avril 2007 dans la même ville) est un directeur d'opéra italien, qui fut directeur général de la Scala de Milan de 1977 à 1990.

## Biographie
Après être resté treize ans à la tête du Teatro Comunale di Bologna, Carlo Maria Badini devient le 18 février 1977 le surintendant de la Scala de Milan. Il va marquer la vie du célèbre opéra de la capitale lombarde durant près de 13 ans. Son action à la tête de la prestigieuse institution a notamment provoqué une polémique quand il eut recours à des parrainages d'entreprises pour rétablir les comptes de l'établissement, ou lorsqu'il a autorisé les prises d'images pour la télévision de certains opéras, en dépit de pressions politiques.